# 2996 Бовман
2996 Бовман (2996 Bowman) — астероїд головного поясу, відкритий 5 вересня 1954 року.
Тіссеранів параметр щодо Юпітера — 3,329.